# 夏洛特·罗伯斯庇尔

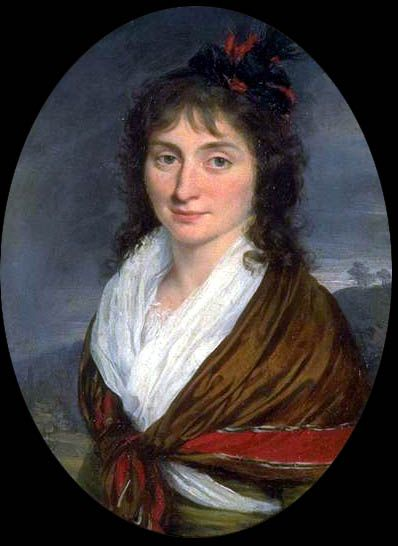
夏洛特·罗伯斯庇尔

夏洛特·罗伯斯庇尔（Charlotte de Robespierre，1760年2月5日—1834年8月1日）出生于法国北部小城阿拉斯，是律师弗朗索瓦·罗伯斯庇尔的女儿，法国大革命领袖马克西米连·罗伯斯庇尔的妹妹，奥古斯丁·罗伯斯庇尔的姐姐。他们兄妹四人因母亲早亡，父亲失踪，度过了不幸的童年。夏洛特·罗伯斯庇尔的两位兄弟是法国大革命期间的风云人物，最后都死在断头台下。夏洛特·罗伯斯庇尔得以善终，活到74岁，最后在巴黎去世。她以撰写法国大革命期间她的两位兄弟的回忆录而著称。 